# Lampides boeticoides
Lampides boeticoides är en fjärilsart som beskrevs av Hermann Stauder 1925. Lampides boeticoides ingår i släktet Lampides och familjen juvelvingar. Inga underarter finns listade i Catalogue of Life.